# More Than a Woman
A More Than a Woman Toni Braxton amerikai énekesnő ötödik albuma. 2002-ben jelent meg. A legtöbb dalt Toni Braxton, a férje, Keri Lewis és a húga, Tamar Braxton írta, Tamar háttérvokálokat is énekel. Az album, melyen erőteljes hiphop-hatás érezhető, közel sem lett annyira sikeres, mint Braxton előző albumai, a Billboard 200 amerikai albumslágerlistán csak a 13. helyig tudott felkapaszkodni, és az első héten csak 97 000-et adtak el belőle. Az albumból világszerte kb. kétmillió példány kelt el, az Egyesült Államokban 435 000, és aranylemez lett.
Az első kislemez egy No More Love című dalból készült volna, melynek Irv Gotti volt a producere, Gotti azonban kiszivárogtatta a még befejezetlen dalt a rádióadóknak, ezért Braxton és az Arista kiadó úgy döntöttek, a dal nem kerül fel az album végleges változatára. Így a Hit the Freeway lett az album első (és egyetlen kereskedelmi forgalomban is megjelent) kislemeze. A dal nem aratott akkora sikert, mint Braxton korábbi kislemezei. A második kislemez a Lies, Lies, Lies lett volna, ehhez egy máig kiadatlan videóklip is készült, ekkor azonban úgy döntöttek, az A Better Man lesz a következő kislemez. Végül azonban ez sem valósult meg, csak pár promóciós kislemez került a rádióadókhoz. Egyes rádióadók megkapták a Give It Back és a Let Me Show You The Way (Out) című dalokat is promóciós lemezen.
Egy időben a Me & My Boyfriend című dalt is meg akarták jelentetni kislemezen; ez Tupac Shakur 1996-ban megjelent Me and My Girlfriendjének feldolgozása. Jay-Z és Beyoncé Knowles azonban ugyanekkor megjelentették saját feldolgozásukat ‘03 Bonnie & Clyde címmel, ezért Braxton nem jelentette meg az ő változatát, és azzal vádolta Jay-Z-t és producerét, Kanye Westet, hogy ellopta az ötletét (bár a dal egy részletének legelső felhasználása nem a Braxtoné volt, hanem Mariah Carey és Usher How Much című dala Carey 1999-ben megjelent, Rainbow című albumán).
Pár évvel az album megjelenése után a Lies, Lies, Lies dance remixe kiszivárgott az internetre a Toni-Online rajongói oldal közreműködésével.

## Számlista
| #   | Cím                             | Szerző | Hossz |
| --- | ------------------------------- | --- | ----- |
| 1.  | Let Me Show You the Way (Out)   | Toni Braxton, Keri Lewis, Tamar Braxton, Ernest D. Wilson, Curtis Mayfield                                        | 4:18  |
| 2.  | Give It Back (feat. Big Tymers) | Toni Braxton, Tamar Braxton, Bryan Williams, Byron Thomas                                                         | 3:38  |
| 3.  | A Better Man                    | Ivan Matias, Andrea Martin, Gerrard C. Baker                                                                      | 3:58  |
| 4.  | Hit the Freeway (feat. Loon)    | Pharrell Williams, Chauncey Hawkins                                                                               | 3:48  |
| 5.  | Lies, Lies, Lies                | Keri Lewis, Stokley                                                                                               | 5:10  |
| 6.  | Rock Me, Roll Me                | Toni Braxton, Keri Lewis, Tamar Braxton                                                                           | 4:57  |
| 7.  | Selfish                         | Toni Braxton, Robert Smith, Kenisha Pratt, B. Smith, Tamar Braxton, Blake English                                 | 3:46  |
| 8.  | Do You Remember When            | Toni Braxton, Rodney Jerkins, Fred Jerkins, Lashawn Daniels                                                       | 4:02  |
| 9.  | Me & My Boyfriend               | Toni Braxton, Tamar Braxton, Andre Parker, Irving Lorenzo, Tupac Shakur, Tyrone Wrice, Ricky Rouse, Darryl Harper | 3:43  |
| 10. | Tell Me                         | Toni Braxton, Keri Lewis, Anthony Bias, Anita Baker, Louise Johnson                                               | 4:09  |
| 11. | And I Love You                  | Babyface, Darryl Simmons                                                                                          | 3:59  |
| 12. | Always                          | Toni Braxton, Robert Smith, Tamar Braxton, Kenisha Pratt, B. Smith, Blake English                                 | 4:29  |

## Kislemezek
- Hit the Freeway (2002)
- A Better Man (csak promóciós kislemezen)
- Give It Back/Let Me Show You The Way (Out) (csak promóciós kislemezen)

## Helyezések
| Slágerlista (2002)                   | Legfelső helyezés |
| ------------------------------------ | ----------------- |
| USA Billboard 200                    | 13                |
| USA Billboard Top R&B/Hip-Hop Albums | 5                 |
| Francia albumslágerlista             | 90                |
| Holland albumslágerlista             | 88                |
| Német albumslágerlista               | 37                |
| Svájci albumslágerlista              | 23                |